# Grand symphony
「Grand symphony」（グランド・シンフォニー）は、佐咲紗花の楽曲。2017年12月6日に佐咲の14枚目のシングルとしてLantisから発売された。楽曲は佐咲が作詞、本多友紀が作曲を手掛けた。

## 概要
佐咲のシングルとしては前作「ID-0」から約7か月ぶりのリリースとなる。
表題曲はOVA『ガールズ＆パンツァー 最終章』の第1話〜第3話オープニングテーマとして使用された。同シリーズへの楽曲提供としては「あんこう音頭」「High-Flying Future!!」「希望の絆」に続く4作目となり、同アニメ主題歌を担当するのは初となる。
カップリング曲「プラネタリー」の作曲・編曲はKOHTA YAMAMOTOが手掛け、佐咲への楽曲提供としては「Reworld」（アルバム『Fated Crown』収録）以来、2作目となる。

## 批評
『リスアニ!』は、「想いを突き動かすように鳴り響く重厚なサウンドに乗せて、ボーカルが鮮やかに姿を現わす。もともと佐咲紗花の声は激しいサウンドにも埋もれない強い存在感があるが、この曲ではそれに留意した巧みなアレンジも作用している。TVアニメ『天使の3P!』のED主題歌「楔」で小学生キャラにメタルコアを歌唱させた本多友紀ならでは。エネルギッシュなバンド演奏にボーカルがさらに映える。ハイレゾではスクリーンの迫力に負けないダイナミックな勢いだけでなく、気持ちを優しく重ね合わせる抑揚の柔らかさも感じられる。ラストに向かう “「いつか叶う」じゃない 「叶える」未来”の、明るい希望を含ませた語尾の繊細なニュアンスがひときわ美しい。」と批評した。

## シングル収録内容
| 全作詞: 佐咲紗花。 |                               |           |                         |                  |      |
| #                  | タイトル                      | 作詞      | 作曲・編曲              | ストリングス編曲 | 時間 |
| 1.                 | 「Grand symphony」            | 佐咲紗花  | 本多友紀（Arte Refact） | 川本新           | 4:58 |
| 2.                 | 「プラネタリー」              | 佐咲紗花  | KOHTA YAMAMOTO          |                  | 4:42 |
| 3.                 | 「Grand symphony」(off vocal) | 佐咲紗花  |                         |                  | 4:58 |
| 4.                 | 「プラネタリー」(off vocal)   | 佐咲紗花  |                         |                  | 4:39 |
| 合計時間:          | 合計時間:                     | 合計時間: | 合計時間:               | 19:17            |      |

## 参加ミュージシャン
| Grand symphony - Guitar：佐々木正明 - Bass：小林修己 - Piano：中村賢 - Strings：真部裕ストリングス | プラネタリー - Guitar：椿本匡賜 |

## 制作クレジット
| - Vocal Recording Engineer：森田信之 - Instrumental Recording Engineer：岸本泰明 (#1) - Mixing Engineer：星野孝文 - Producer：関根陽一 (Lantis) - Sound Producer：佐藤純之介 (Lantis) - Sound Director：川野勝広 (Lantis) - A&R：西田瑛美、手塚祐貴 (Lantis) - Artist Management：飯山絵梨 (HIGHWAY STAR) | Recording at Studio Magic Garden Mixed at Studio Magic Garden Mastering at Studio Magic Garden Mastering Engineer: 原田光晴 |

## 収録アルバム
| 曲名           | 収録アルバム                                                       | 発売日         | 備考            |
| -------------- | ------------------------------------------------------------------ | -------------- | --------------- |
| Grand symphony | SAYABEST 2010-2020                                                 | 2020年11月11日 |                 |
| Grand symphony | ガールズ＆パンツァー 最終章 Episode1～3 オリジナルサウンドトラック | 2021年5月12日  | 劇場 sizeで収録 |

## カバー
- ChouCho - シングル『Never Say Goodbye』（2023年10月4日発売）に収録。